# Fontaine-le-Sec
Fontaine-le-Sec – miejscowość i gmina we Francji, w regionie Hauts-de-France, w departamencie Somma.
Według danych na rok 2011 gminę zamieszkiwało 149 osób, a gęstość zaludnienia wynosiła 20 osób/km² (wśród 2293 gmin Pikardii Fontaine-le-Sec plasuje się na 848. miejscu pod względem liczby ludności, natomiast pod względem powierzchni na miejscu 651.).